# Videoclub
Videoclub (estilizado como VIDEOCLUB) foi uma dupla musical francesa de electropop com forte influência dos anos 80, formada em 2018 em Nantes por Adèle Castillon e Matthieu Reynaud. Eles se tornaram populares pela música "Amour Plastique", lançada em setembro de 2018, e que atualmente já acumula mais de 83 milhões de visualizações no YouTube e mais de 120 milhões de reproduções no Spotify. Além disso, eles foram caracterizados por serem um casal romântico na maior parte do tempo que a dupla esteve ativa. Em 31 de março de 2021, a dupla anunciou sua dissolução devido à separação do casal.

## História
Matthieu Reynaud é filho do ex-guitarrista profissional Régis Reynaud, que lhe transmite sua paixão pela música. Ele aprendeu a tocar vários instrumentos e compôs e gravou quando era um adolescente usando o material de seu pai.
Adèle Castillon, nascida em 2001 em uma família de artistas, faz sucesso com seu canal no YouTube, lançado quando ela tinha 13 anos, antes de se tornar atriz aos 17, estrelando os filmes Sous le même toit e L'heure de la sortie.
Matthieu Reynaud conheceu Adèle Castillon em 2018 na comuna francesa de Nantes. Enquanto compunha a música de Plastic Love ao matar as aulas de esportes, ele enviava a ela a música para tentar seduzi-la, pedindo-lhe que cantasse, com letras escritas por seu amigo Esteban Capron. Posteriormente, a dupla musical se torna um casal e se batiza de Videoclube, nome que Matthieu já havia imaginado para seu futuro grupo, mas que às vezes justificava por causa de uma paixão comum pelo cinema.
A dupla gravou a música Amour Plastique na sala do pai de Matthieu, enquanto Julie, irmã mais velha de Matthieu, produziu o videoclipe para a música. Carregado no YouTube em setembro de 2018, o clipe teve um sucesso rápido, em parte graças à notoriedade existente de Adèle na plataforma de vídeo. A conta do grupo atingiu 50 mil assinantes depois de uma semana, antes mesmo da publicação do vídeo, o que atraiu a atenção do YouTube. Após sua publicação, o videoclipe atingiu 22 milhões de visualizações em agosto de 2019 e se aproximou de 60 milhões de visualizações em fevereiro de 2021.
O grupo então lançou outros títulos como Roi e En Nuit e, a partir deste último, passou a escrever suas próprias letras. O duo se apresentou durante um primeiro concerto que ficou esgotado em 11 de abril de 2019, em Nantes. Eles começaram sua primeira turnê no verão de 2019. Adèle Castillon e Matthieu Reynaud se apresentaram principalmente no Unaltrofestival, em Milão, e no Delta Festival em Marselha. Também foram confirmados para o festival Cabourg mon amour, no final de junho de 2019. Em janeiro de 2020, eles exibiram várias datas completas em Paris, em outubro do mesmo ano, lançaram uma releitura da canção Enfance 80, com colaboração da cantora espanhola Natalia Lacunza.
Em 28 de janeiro de 2021, o single Amour plastique foi certificado de ouro no México.
Originalmente agendado para 2020 o álbum de estreia do Videoclub, intitulado Euphories, foi lançado em 29 de janeiro de 2021. E em 31 de março do mesmo ano, o grupo publicou um vídeo titulado SMS, cujo epílogo anunciou a separação da dupla, sendo os shows programados e fornecidos agora apenas por Adèle Castillon.

## Membros
- Adèle Castillon: vocais e teclado.
- Matthieu Reynaud: vocais, guitarra elétrica, teclado e bateria eletrônica.

## Estilo musical e influências
O estilo musical do grupo é fortemente influenciado pela música durante a década de 1980, mas também se inspira na música contemporânea. Artistas musicais como Odezenne, Superbus, Fauve, Vendredi sur Mer, Dinos, Mac DeMarco, Tame Impala e Chromatics foram citados como fontes de inspiração para a música do grupo; em particular, os riffs de guitarra de Reynaud foram influenciados por grupos dos anos 80, como The Cure, New Order e Pixies. A dupla também se inspirou em filmes do cineasta Jacques Demy para suas letras.

## Discografia

### Álbum
| Título    | Detalhes | Melhores posições nas tabelas | Melhores posições nas tabelas |
| Título    | Detalhes | FRA                           | BEL                           |
| --------- | --- | ----------------------------- | ----------------------------- |
| Euphories | - Lançamento: 29 de janeiro de 2021 - Gravadora: Petit Lion Productions, Sony Music - Formatos: CD, LP, cassette, digital download | 30                            | 54                            |

### Singles
| Título                               | Ano  | Melhores posições nas tabelas | Melhores posições nas tabelas | Álbum                         |
| Título                               | Ano  | FRA                           | BEL                           | Álbum                         |
| ------------------------------------ | ---- | ----------------------------- | ----------------------------- | ----------------------------- |
| "Amour Plastique"                    | 2018 | —                             | —                             | Euphories                     |
| "Roi"                                | 2018 | —                             | —                             | Euphories                     |
| "En nuit"                            | 2019 | 98                            | 44                            | Euphories                     |
| "What Are You so Afraid Of"          | 2019 | —                             | —                             | Euphories                     |
| "Mai"                                | 2019 | —                             | —                             | Euphories                     |
| "Enfance 80"                         | 2020 | 76                            | —                             | Euphories                     |
| "Euphories"                          | 2020 | —                             | 34                            | Euphories                     |
| "Enfance 80 (feat. Natalia Lacunza)" | 2020 | —                             | —                             | não adicionado a nenhum álbum |